# Polygonum maritimum
Polygonum maritimum és una espècie de planta pertanyent a la família de les poligonàcies. És una planta perenne de 10-50 cm d'alçada. La planta és molt fosca, amb una gruixuda tija, forta, gairebé llenyosa a la base, plans, amb nervis. Les fulles són el·líptiques-lanceolades, coriàcies, amb beines àmplies, en general més llargues que els entrenusos. Les flors són de color blanquinós o rosat, 1-4 subsèssils a les axil·les de les fulles.